# Park Narodowy Serra dos Órgãos
Park Narodowy Serra dos Órgaos – park narodowy leżący na terenie brazylijskiego stanu Rio de Janeiro, obejmujący pasmo górskie Serra dos Órgaos. Całkowita powierzchnia parku wynosi 10 527 ha (105,27 km²). 

## Warunki naturalne
Teren parku znajduje się na wysokości 190–2263 m n.p.m. (najwyższym punktem jest Pedra do Sino). Przepływa przez niego rzeka Soberbo. Na terenie parku panuje klimat tropikalny, bardzo wilgotny (wilgotność względna 80-90%). Średnia temperatura roczna waha się w granicach 13-23 °C, zaś średnia roczna suma opadów 1 700 do 3 600 mm.

## Fauna
W PN Serra dos Órgaos stwierdzono 462 gatunków ptaków (patrz niżej), 105 gatunków ssaków, 102 gat. płazów, 81 gat. gadów, 6 gatunków ryb (m.in. zagrożony sumokształtny Pareiorhaphis garbei, Astyanax giton, Astyanax hastatus i Astyanax scabripinnis, którego holotyp pochodzi z) i ponad 6 500 gatunków bezkręgowców.

## Awifauna
Na terenie Serra dos Órgaos występują dwa krytycznie zagrożone gatunków ptaków, gołąb siniaczek paskowany (Claravis godefrida) oraz bławatniczek (Calyptura cristata), a także jeden zagrożony, barwinka brunatnogrzbieta (Touit melanonotus). Z gatunków narażonych wymienić można takie jak białogłowiec (Buteogallus lacernulatus), kosowiec mniejszy (Tijuca condita), śliniacznik (Biatas nigropectus) i ziarnojadek duży (Sporophila frontalis). Spotykanych jest także wiele gatunków bliskich zagrożenia, jak na przykład piłodziobek (Ramphodon naevius), tukaniec (Pteroglossus bailloni), jagodowiec żółtobrzuchy (Carpornis cucullata), oliwiarek szarogłowy (Phyllomyias griseocapilla) i krępomrowiec piegowaty (Dysithamnus stictothorax). Większa część gatunków posiada jednak status najmniejszej troski (LC), są to m.in. przepiór brazylijski (Odontophorus capueira), syczoń ciemnogłowy (Megascops atricapilla), pustelnik łuskogardły (Phaethornis eurynome), bielczyk (Leucochloris albicollis), dzięciur żółtoczelny (Melanerpes flavifrons), modrogrzbiecik tęposterny (Chiroxiphia caudata) oraz smukłodziobek szaropierśny (Hemitriccus diops).